# Nederlandse kampioenschappen veldrijden 2006
De Nederlandse kampioenschappen veldrijden 2006 werden gehouden in het weekend van 7 en 8 januari in Huijbergen. 

## Uitslagen

### Mannen elite
De herenwedstrijd was een strijd tussen een drietal renners die zich al snel van de grote groep wisten af te scheiden en gezamenlijk richting de finish konden rijden. Rabobankrenners Richard Groenendaal en Gerben de Knegt werden in de kopgroep vergezeld door Wilant van Gils. Samenwerken deden de Raborenners niet, waardoor Van Gils in de slotfase bijna leek te profiteren van de concurrentiegevoelens tussen Groenendaal en De Knegt. Van Gils demarreerde en een reactie bleef aanvankelijk uit. Toch werd Van Gils even later teruggehaald, waarna hij in het bos een stuurfoutje maakte en de twee moest laten gaan. In de eindsprint bleek De Knegt te sterk en behaalde zo de nationale titel.
| Plaats                    | Naam                 | Tijd    |
| ------------------------- | -------------------- | ------- |
| Nederlandse kampioenstrui | Gerben de Knegt      | 1.00.25 |
| Zilver                    | Richard Groenendaal  | 00.00   |
| Brons                     | Wilant van Gils      | 00.03   |
| 4                         | Maarten Nijland      | 00.28   |
| 5                         | Thijs Al             | 00.37   |
| 6                         | Camiel van den Bergh | 00.57   |
| 7                         | Jean-Pierre Leijten  |         |
| 8                         | Johan van de Ven     |         |
| 9                         | Micha de Vries       |         |
| 10                        | Jelmer Pietersma     |         |

### Vrouwen elite
Titelverdedigster Daphny van den Brand nam al in de eerste ronde het heft in handen door weg te rijden bij de concurrentie. Van den Brand reed door en werd geen enkel moment meer bedreigt, waardoor ze haar titel wist te prolongeren. Op ruim anderhalve minuut achterstand werd Marianne Vos tweede en weer ruim een minuut achter Vos completeerde Reza Hormes-Ravenstijn het podium. Mirjam Melchers stelde teleur met slechts een vierde positie.
| Plaats                    | Naam                   | Tijd  |
| ------------------------- | ---------------------- | ----- |
| Nederlandse kampioenstrui | Daphny van den Brand   | 40.53 |
| Zilver                    | Marianne Vos           | 01.37 |
| Brons                     | Reza Hormes-Ravenstijn | 02.47 |
| 4                         | Mirjam Melchers        | 03.22 |
| 5                         | Arenda Grimberg        | 04.19 |
| 6                         | Loes Gunnewijk         | 04.39 |
| 7                         | Linda van Rijen        |       |
| 8                         | Abke Francissen        |       |
| 9                         | Britt Jochems          |       |
| 10                        | Nicolle Leijten        |       |

### Mannen beloften
Ook bij de beloften wist de winnaar van 2005 zijn titel te prolongeren. Lars Boom overwoog na zijn goede optreden in de GP Sven Nys in Baal bij de elite renners mee te rijden, maar verkoos toch voor een laatste mogelijkheid de titel bij de beloften te behalen. Moeite om de wedstrijd te winnen had Boom niet. Hij finishte ruim een minuut voor op zijn naaste belager Sebastian Langeveld. De derde plaats was weggelegd voor Eddy van IJzendoorn die op een nog veel grotere achterstand volgde.
| Plaats                    | Naam                  | Tijd  |
| ------------------------- | --------------------- | ----- |
| Nederlandse kampioenstrui | Lars Boom             | 53.28 |
| Zilver                    | Sebastian Langeveld   | 01.17 |
| Brons                     | Eddy van IJzendoorn   | 02.37 |
| 4                         | Thijs van Amerongen   | 03.10 |
| 5                         | Egon van Kessel       | 03.46 |
| 6                         | Ricardo van der Velde | 03.50 |
| 7                         | Tom Stamsnijder       |       |
| 8                         | Tom Veelers           |       |
| 9                         | Daan de Jonge         |       |
| 10                        | Hans Becking          |       |

### Jongens Junioren
| Plaats                    | Naam                 | Tijd |
| ------------------------- | -------------------- | ---- |
| Nederlandse kampioenstrui | Boy van Poppel       |      |
| Zilver                    | Mitchell Huenders    |      |
| Brons                     | Johim Ariesen        |      |
| 4                         | Remco Broers         |      |
| 5                         | Rob van der Velde    |      |
| 6                         | Savié van Horik      |      |
| 7                         | Jeroen Dekkers       |      |
| 8                         | Umberto Atzori       |      |
| 9                         | Geert van der Sanden |      |
| 10                        | Ramon Sinkeldam      |      |

Kampioenschappen:  Wereldkampioenschappen · 
 Europese kampioenschappen · 
 Belgische kampioenschappen · 
 Nederlandse kampioenschappen
Klassementen:  Wereldbeker · 
 Superprestige · 
 GvA Trofee · 
 Budvar Cup · 
 Challenge national
1963 · 
1964 · 
1965 · 
1966 · 
1967 · 
1968 · 
1969 · 
1970 · 
1971 · 
1972 · 
1973 · 
1974 · 
1975 · 
1976 · 
1977 · 
1978 · 
1979 · 
1980 · 
1981 · 
1982 · 
1983 · 
1984 · 
1985 · 
1986 · 
1987 · 
1988 · 
1989 · 
1990 · 
1991 · 
1992 · 
1993 · 
1994 · 
1995 · 
1996 · 
1997 · 
1998 · 
1999 · 
2000 · 
2001 · 
2002 · 
2003 · 
2004 · 
2005 · 
2006 · 
2007 · 
2008 · 
2009 · 
2010 ·
2011 ·
2012 ·
2013 ·
2014 ·
2015 ·
2016 ·
2017 ·
2018 ·
2019 ·
2020 ·
2021 ·
2022 ·
2023 · 2024 · 2025